# Bleu layette

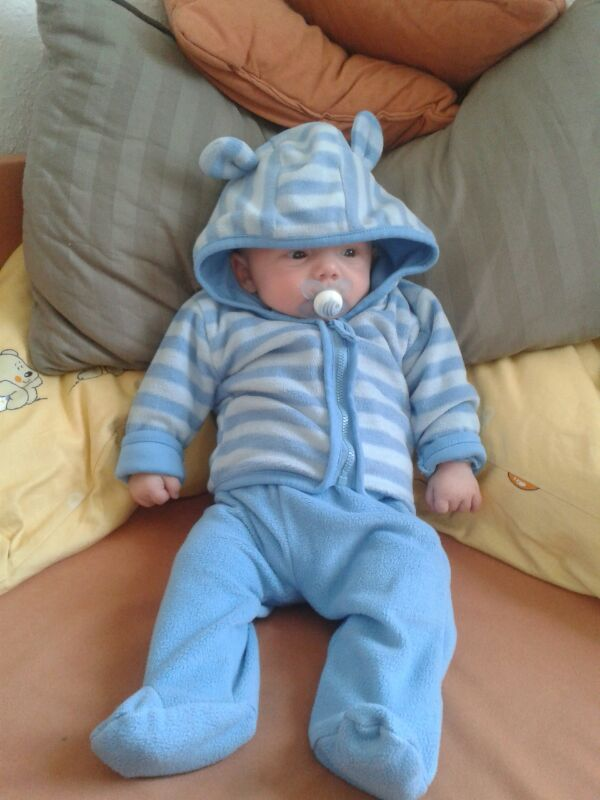
Bébé en vêtements bleus

Bleu layette, bleu bébé ((en) baby blue, ISCC very light greenish blue) ou bleu clair, est une un couleur pastel azurée. Parmi les synonymes pour désigner la couleur bleu bébé, on trouve également fenêtre sur ciel, bleu wales, Eau de rivière, Verglas, Averse, très clair ou pureté bleue.

## Composition
Dans l'espace colorimétrique RGB, la valeur #c8dbe3 est un exemple de baby blue. Cette valeur est composée à 78.4% de rouge, de 85.9% de vert et de 89% de bleu.

## Histoire
La première utilisation de « baby blue » en tant que nom de couleur en anglais date de 1892.

## Dans la culture humaine
Dans la culture occidentale, la couleur bleu bébé ou bleu layette est souvent associée aux bébés garçons (le rose étant associé pour les bébés filles), en particulier pour les vêtements, le linge de maison et les chaussures.
À la fin des années 1960, le philosophe Alan Watts, qui vivait à Sausalito, une banlieue de San Francisco, suggéra que les voitures de police soient peintes en bleu et blanc au lieu du noir et blanc. Cette proposition fut mise en œuvre à San Francisco à la fin des années 1970, jusqu’à la fin des années 1980. Watts suggéra également que la police porte des uniformes bleu bébé parce que, selon lui, cela les rendrait moins susceptibles de commettre des actes de brutalité policière que s’ils portaient les uniformes bleu foncé habituels. Cette proposition n’a jamais été mise en œuvre.